# Ernesto Murolo
Ernesto Murolo (Napoli, 4 aprile 1876 – Napoli, 30 ottobre 1939) è stato un poeta, drammaturgo e giornalista italiano.
Noto per il fortunato sodalizio con il compositore Ernesto Tagliaferri, grazie al quale nacquero alcune delle più famose canzoni napoletane, è stato insieme a Salvatore Di Giacomo, Libero Bovio ed E. A. Mario, uno degli artefici della cosiddetta epoca d'oro della canzone napoletana. 
Fu il padre del cantautore Roberto Murolo.

## Biografia

### Figlio d'arte

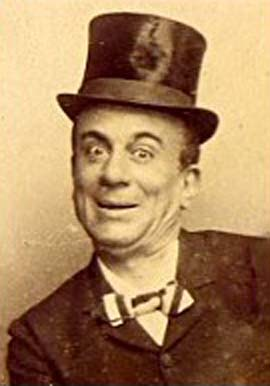
Eduardo Scarpetta

Ernesto Murolo nacque a Napoli, ufficialmente dal ricco commerciante Vincenzo Murolo e Maria Palumbo, sebbene voci dell'epoca asserissero che in realtà il noto poeta fosse frutto di una relazione dell'attore e commediografo Eduardo Scarpetta e Anna De Filippo, una sorellastra di sua moglie Rosa . Da questa unione sarebbero poi nati anche Eduardo Passarelli e Pasquale De Filippo. 

Ernesto Murolo (a destra) con Libero Bovio

Probabilmente anche per la sua condizione di figlio illegittimo Ernesto non fu mai tenero nei confronti del suo padre naturale, tanto da diventare, insieme a Roberto Bracco, Salvatore Di Giacomo, Libero Bovio, uno dei maggiori detrattori del teatro Scarpettiano; fu infatti uno dei più noti esponenti del Teatro d'arte, un genere drammatico che con molte difficoltà cercava di affermarsi in quegli anni, con uno stile che si poneva in netta contrapposizione con il teatro comico di don Felice Sciosciammocca che divertiva il pubblico tanto dal registrare sempre il tutto esaurito anche quando Eduardo Scarpetta passò il testimone a suo figlio Vincenzo. Nell'autobiografia Cinquant'anni di palcoscenico, Scarpetta, pur vezzeggiandolo, rivelò con sarcasmo tutto il suo disappunto nei confronti di Murolo e di tutto quell'ambiente così ostile nei suoi confronti.
(Eduardo Scarpetta, Cinquant'anni  di palcoscenico)

### La poesia
Si iscrisse alla Facoltà di Giurisprudenza ma interruppe presto gli studi per dedicarsi alla carriera poetica e giornalistica, collaborando alla redazione de Il Pungolo e del periodico Monsignor Perrelli, nel quale iniziò a pubblicare i propri versi firmandosi spesso con lo pseudonimo di Ruber, cioè rosso, dal colore dei suoi capelli.

### I primi successi
Nello stesso periodo ottenne i primi successi scrivendo con Edoardo Nicolardi Jett'o bbeleno (1901) ed O scuitato (1902) e presentando a Piedigrotta la canzone Pusilleco addiruso con musica di Salvatore Gambardella (1904).
Nel 1906 scrisse A furastiera con Libero Bovio.
A canzona sì tu e Addio a Napule con Ernesto De Curtis
Dopo la morte del padre e litigi con i parenti, diventò ricchissimo e decise di abbandonare il mestiere di giornalista per dedicarsi a quello di libero poeta.
Nella Napoli del primo Novecento, piena di café-concert, ebbe successo anche con le donne, sposando la giovane Lia Cavalli, figlia di un pittore toscano, con la quale ebbe sette figli, dei quali il penultimo fu il celebre Roberto, che dedicò la carriera alla riscoperta della canzone napoletana.
Nel giro di qualche anno, tra una famiglia numerosa e una vita allegra, Murolo dilapidò quasi tutto il suo patrimonio, ma in quegli stessi anni collaborò con musicisti napoletani di chiara fama, scrivendo i testi di alcune tra le più belle canzoni, come Tarantelluccia (1907), Te sì scurdata 'e Napule (1912), A primma 'nnammurata (1917), Mandulinata a Napule (1921), Nun me scetà ‘’ (Serenata Napulitana) [1923] “ Ammore Canta”  (1930) ed Adduormete cu mme (1932).

### L'adesione al fascismo
Fascista, nel 1925 fu tra i firmatari del Manifesto degli intellettuali fascisti, redatto da Giovanni Gentile.
Grazie all'unione artistica con Ernesto Tagliaferri, durata per oltre 16 anni, venne portato alla ribalta della scena artistica napoletana forse nel periodo del maggiore fulgore.

### A teatro
Nel 1935 produsse a teatro Gente Nostra, un testo scritto con Libero Bovio e partì per una tournée in Puglia, ma, ammalatosi a Foggia, dovette tornare a Napoli dove morì nella sua casa di via Cimarosa al Vomero il 30 ottobre 1939. Venne sepolto nel cimitero di Poggioreale a Napoli.

## Repertorio
- Jett''o bbeleno! — insieme a Nicolardi — (1901)
- 'O scuitato — insieme a Nicolardi — (1902)
- Pusilleco addiruso (1904)
- 'A cammisa (1905)
- 'A furastiera — insieme a Bovio — (1906)
- Pusilleco Pusì (1906)
- 'E ddoie risposte (1907)
- Tarantelluccia (1907)
- Core 'e mamma (1909)
- Gira lu munno (1909)
- L'ammore ncampagna (1909)
- Matenata (1909)
- Quanno cantava 'ammore (1909)
- Suspiranno (1909)
- Ah, l'ammore che ffa fà! (1911)
- Te si' scurdate 'e Napule (1912)
- Quanta vote si' bella! (1914)
- Tammurriata all'antica (1914)
- Amàmmoce in silenzio (1916)
- Pusilleco dorme! (1916)
- Napule aspetta (1917)
- Nuttata napulitana (1917)
- 'O surdato 'e mala vita (1917)
- Popolo pò! (1917)
- 'E ffeste 'e Napule (1918)
- 'O piano 'e guerra (1918)
- Quanno canta Pusilleco (1918)
- Sta luna 'o vvo' (1918)
- Tre primmavera fa (1918)
- Campagnata napulitana (1919)
- Napule! (1919)
- Napule ca se ne va! (1920)
- Pusilleco (1920)
- Mandulinata a Napule (1921)
- Int'a n'ora Dio lavora (1923)
- Serenata napulitana (1923)
- Qui fu Napoli (1924)
- 'E furastiere a Napule (1925)
- Piscatore 'e Pusilleco (1925)
- Napule e Surriento (1926)
- Tarantella internazionale (1926)
- 'A canzone 'e Santa Lucia (1927)
- Mbracci'a mme! (1927)
- 'A canzone d''e stelle (1928)
- Addio, mare 'e Pusilleco (1928)
- Quanno ammore vo' filà (1929)
- 'A canzone d''a felicità (1930)
- Ammore canta (1930)
- Nun me scetà (1930)
- Adduormete insieme a me (1931)
- Paraviso e fuoco eterno (1931)
- 'O cunto 'e Mariarosa (1932)
- E a Napule ce stà... (1933)
- 'O balcone 'e Napule (1934)
- L'ammore è tutto 'o munno (1935).